# Società per l'Educazione Fisica Mediolanum
La Società per l'Educazione Fisica Mediolanum, nota anche come SEF Ginnastica Mediolanum, era una società sportiva con sede a Milano.
La società fu fondata nel 1896, presumibilmente l'11 febbraio, con la denominazione Società Ginnastica Mediolanum da Alberto Alberti, che ne fu anche primo presidente. È insignita della Stella d'Oro CONI al merito sportivo.

## Sezione calcistica
La sezione calcistica nacque il 15 maggio 1898. Un anno prima si era verificato il cambio di denominazione in Società per l'Educazione Fisica Mediolanum, come comunicava il quotidiano La Gazzetta dello Sport. La squadra aveva una divisa bianca e nera. Sul petto fu posto lo stemma di Milano, una croce rossa su sfondo bianco.
Il luogo di allenamento era il cortile del Castello Sforzesco, un cortile in terra battuta non molto adatto agli allenamenti ed alle partite di calcio, ma era questo il ritrovo abituale dei giovani milanesi che lo praticavano. Tra questi emerse Umberto Meazza che fu il capitano ed il trascinatore della squadra, portando la Mediolanum a disputare tutte le gare calcistiche dei concorsi ginnastici nazionali.

### Tornei FIF
Nonostante il club fosse tra i fondatori della Federazione Italiana del Football (nome adottato all'epoca dalla Federazione Italiana Giuoco Calcio, o FIGC), partecipò soltanto al quinto campionato di calcio nel 1902 dove venne battuta 2-0 al primo match dal Genoa, che in seguito vinse il torneo.

### Tornei FGNI
Negli stessi anni (1901 e 1902) partecipò ai tornei FGNI, organizzati dalla Federazione Ginnastica d'Italia.
Nel 1901 a Bologna vinse la finale contro la Palestra Ginnastica Ferrara. Nel 1902 a Milano partecipò con due squadre, ma venne eliminata.
Si iscrisse anche al torneo del 1904 a Firenze, ma si ritirò prima dell'inizio.

#### Formazione Torneo FGNI 1901
1. Magnani
2. Giovanni Massaroni
3. Luigi Bosisio (Presidente FIGC 1909-10 e Consigliere ULIC)
4. Lorenzo Torretta
5. Enrico Ghinelli
6. Carlo Magno Magni
7. Maurizio Massaroni
8. Umberto Meazza
9. Bardenheirer
10. Riccardo Luzzato
11. Federico Ghinelli

### Medaglia del Re
Nel 1900, 1901 e 1902 partecipò alla Medaglia del Re, ma fu subito battuta in tutte e tre le edizioni.

### Scioglimento
Nell'estate del 1904 il Consiglio Direttivo arrivò a vietare ai propri atleti di partecipare alle manifestazioni calcistiche, in quanto «distraevano i ginnasti dai loro esercizi abituali». Per questo motivo Umberto Meazza e la maggior parte dei calciatori lasciarono la Mediolanum e fondarono la sezione calcio della US Milanese. Questa mise a loro disposizione un campo di dimensioni ottimali all'estrema periferia nord, in via Comasina, vicino all'attuale piazzale Maciachini. Nessuno di questi "atleti" ritornò alla Mediolanum.

## Palmarès

### Altre competizioni
- Torneo FGNI: 1

1901